# Павел Кука
Павел Кука (Праг, 19. јул 1968) бивши је чешки фудбалер.

## Каријера
Рођен је у Прагу 19. јула 1968. године. Започео је каријеру у Славији из Прага, играо је за тај клуб од 1989. до 1993, други пут је играо од 2000. до 2005. У немачкој Бундеслиги је играо играо за Кајзерслаутерн (1994–98), Нирнберг (1998–99) и Штутгарт (1999–2000). 
За репрезентацију Чешке, Кука је играо 63 пута, постигавши 22 гола. Био је члан тима који је на Европском првенству 1996. године у Енглеској освојио друго место. Кука је такође играо 24 пута за Чехословачку, постигавши седам голова. 
Након престанка активног играња фудбала у мају 2005. кратко је радио као менаџер у ФК Марила Прибрам, а затим је постао фудбалски агент. Године 2008. био је спортски директор у фудбалском клубу Викторија Жижков.

## Успеси

### Клуб
Кајзерслаутерн
- Шампион Бундеслиге: 1997/98.
- Куп Немачке: 1995/96.

### Репрезентација
Чешка
- Европско првенство друго место: 1996.
- Куп конфедерација треће место: 1997.